# NGC 6365
NGC 6365 é uma galáxia espiral (Sd) localizada na direcção da constelação de Draco. Possui uma declinação de +62° 10' 24" e uma ascensão recta de 17 horas, 22 minutos e 43,5 segundos.
A galáxia NGC 6365 foi descoberta em 15 de Agosto de 1884 por Lewis A. Swift.